# روي دبليو. جونسون
روي دبليو. جونسون (بالإنجليزية: Roy W. Johnson)‏ هو سياسي أمريكي، ولد في 19 يونيو 1882 بويبينغ واتير في الولايات المتحدة، وتوفي في 2 ديسمبر 1947 بشيكاغو في الولايات المتحدة. حزبياً، نشط في الحزب الجمهوري.